# The Jacksons Live!
The Jacksons Live! es un álbum en vivo de la banda estadounidense The Jacksons lanzado el 11 de noviembre de 1981. Se grabó el concierto del 13 de agosto del mismo año de su gira Triumph Tour para promocionar su decimotercer disco Triumph y Off the Wall de Michael Jackson. The Jacksons Live! vendió más de dos millones de copias mundialmente.
El concierto en directo de 1981 muestra canciones del disco del grupo Triumph, dos temas de Destiny (1978), un popurrí de pistas de Motown y cinco del quinto álbum de Michael Jackson Off the Wall (1979).
The Triumph Tour sería la última gira juntos en tres años, mientras Michael grabaría y lanzaría Thriller y sus sencillos en 1982 y 1983. En 1984, el grupo se reunió para sus últimos conciertos — Victory Tour —. En 1988, la revista Rolling Stone describió al Triumph Tour como una de los mejores 25 giras de 1967 a 1987. 

## Lista de canciones
1. «Opening/Can You Feel It» (M. Jackson/J. Jackson) – 6:04
2. «Things I Do for You» (T. Jackson/J. Jackson/M. Jackson/M. Jackson/R. Jackson) – 3:38
3. «Off the Wall» (R. Temperton) – 4:00
4. «Ben» (W. Scharf/D. Black) – 3:52
5. «This Place Hotel» (M. Jackson) – 4:40
6. «She's Out of My Life» (T. Bahler) – 4:48
7. «Movie and Rap» (contiene extractos de «I Want You Back», «Never Can Say Goodbye» y «Got to Be There») (The Corporation/C. Davis/E. Willensky) – 3:04
8. «Popurrí: I Want You Back/ABC/The Love You Save» (The Corporation) – 2:55
9. «I'll Be There» (H. Davis, B. Gordy, Jr., B. West, W. Hutch) – 3:12
10. «Rock with You» (R. Temperton) – 3:59
11. «Lovely One» (M. Jackson/R. Jackson) – 6:28
12. «Workin' Day and Night» (M. Jackson) – 6:53
13. «Don't Stop 'til You Get Enough» (M. Jackson) – 4:22
14. «Shake Your Body (Down to the Ground)» (R. Jackson/M. Jackson) – 8:34